# Шаллан
Шаллан (фр. Challans) — коммуна на западе Франции, регион Пеи-де-ла-Луар, департамент Вандея, округ Ле-Сабль-д'Олон, центр кантона Шаллан. Расположена в 38 км к северо-западу от Ла-Рош-сюр-Йона и в 55 км к юго-западу от Нанта, в 50 км от автомагистрали А83. В центре коммуны находится железнодорожная станция Шаллан линии Нант―Сен-Жиль-Круа-де-Ви.
Население (2019) — 21 322 человека.

## История
Начало проживания человека на территории коммуны Шаллан относится к доисторическим временам, о чем свидетельствуют несколько мегалитических памятников. Также были обнаружены фрагменты поселений галло-римского периода. 
В Средние века Шаллан принадлежал баронам Коммекье. Именно в это время деревня начала развиваться, стали проводиться первые ярмарки. После демонтажа замка Коммекье в XVII веке Шаллан стал административным центром региона. Перед знаменитой битвой при Иль-де-Рье в апреле 1622 года в Шаллан прибыл король Людовик XIII со всей своей армией и провел здесь ночь.
Революция сделала Шаллан центром дистрикта. Город пострадал во время Вандейского мятежа, став местом нескольких вооруженных столкновения между республиканцами и роялистами. С самого начала восстания 13 марта 1793 года город был оккупирован роялистами. Первое настоящее сражение произошло здесь месяц спустя, 13 апреля 1793 года, когда республиканцам удалось отбить город. Еще два сражения произошли 7 апреля и 6 июня 1794 года, когда роялисты атаковали город, но победа неизменно оставалась за республиканцами. 
Королевским указом от 11 июля 1827 года к Шаллану была присоединена соседняя коммуна Кудри. 
В XIX веке город пережил экономический бум благодаря развитию транспортных путей ― железной дороги из Нанта в Сен-Жиль-Круа-де-Ви через Шаллан, а затем автомобильной дороги. 19 мая 1965 года Шаллан посетил президент Франции генерал де Голль. Жители города приветствовали его на площади перед церковью.

## Достопримечательности
- Колокольня средневековой церкви Успения Богородицы, разрушенной в конце XIX века
- Современная церковь Успения Богородицы (Notre-Dame-de-l'Assomption) 1893-1897 годов
- Шато ла Вери, неоднократно перестраивавшийся начиная с IX века, последний раз в середине XIX века
- Комтурство Кудри XII века, памятник архитектуры

## Экономика
Структура занятости населения:
- сельское хозяйство — 1,0 %
- промышленность — 14,1 %
- строительство — 8,0 %
- торговля, транспорт и сфера услуг — 45,4 %
- государственные и муниципальные службы — 31,6 %

Уровень безработицы (2019) — 13,9 % (Франция в целом —  12,9 %, департамент Вандея — 10,5 %). 

Среднегодовой доход на 1 человека, евро (2019) — 21 620 (Франция в целом — 21 930, департамент Вандея — 21 550).

## Демография
Динамика численности населения, чел.

## Администрация
Пост мэра Шаллана с 2020 года занимает Реми Паскро (Rémi Pascreau), член Совета департамента Вандея от кантона Шаллан. На муниципальных выборах 2020 года возглавляемый им центристский список победил во 2-м туре, получив 49,48 % голосов.
| Период | Период | Фамилия      | Партия                                                   | Примечания                                                               |
| ------ | ------ | ------------ | -------------------------------------------------------- | ------------------------------------------------------------------------ |
| 1959   | 1983   | Жан Левейе   | Независимые республиканцы Союз за французскую демократию | кардиолог, член Генерального совета департамента                         |
| 1983   | 1994   | Жан-Клод Ру  | Разные правые                                            | строительный подрядчик, член Генерального совета департамента            |
| 1994   | 1995   | Жерар Плесси |                                                          | инженер                                                                  |
| 1995   | 2008   | Луи Дюсеп    | Движение за Францию                                      | фармацевт, вице-президент Генерального совета департамента               |
| 2008   | 2020   | Серж Рондо   | Разные правые                                            | владелец автомастерской, вице-президент Генерального совета департамента |
| 2020   |        | Реми Паскро  | Разные центристы                                         | член Совета департамента                                                 |

## Города-побратимы
- Саронно, Италия

## Знаменитые уроженцы
- Жаклин Ориоль (1917-2000), лётчица, установившая несколько мировых рекордов скорости

## Галерея

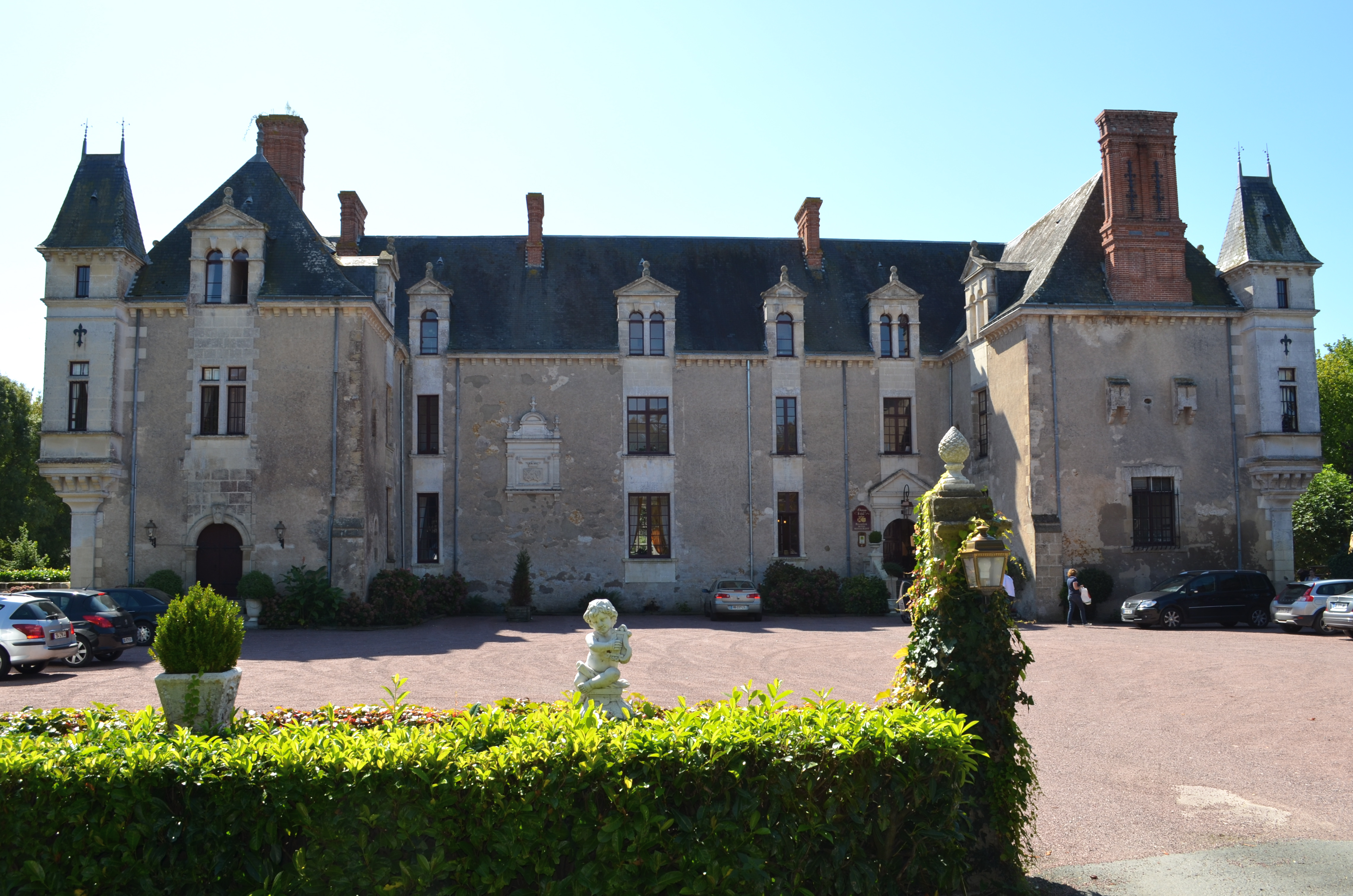
Шато ла Вери
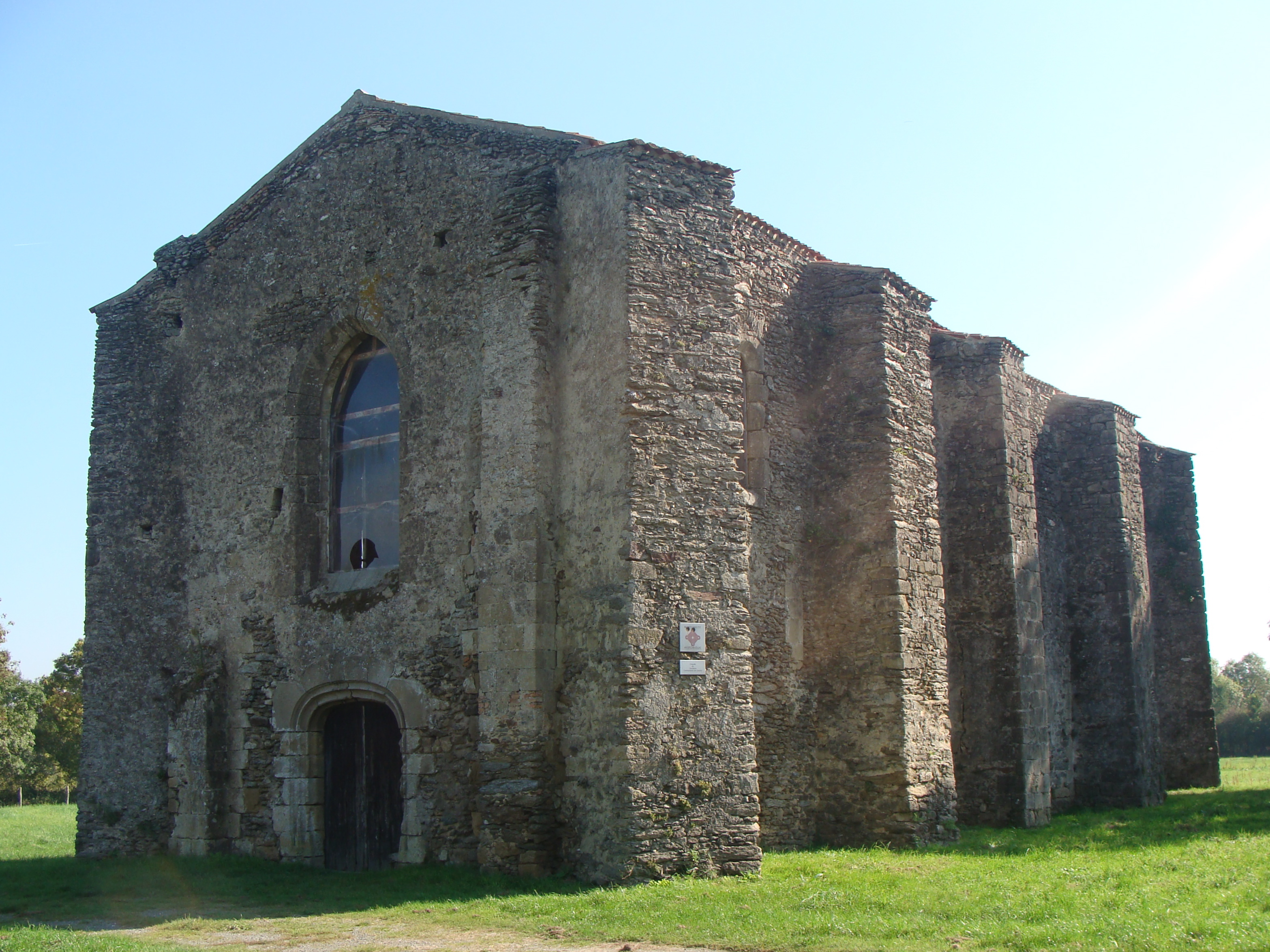
Комтурство Кудри
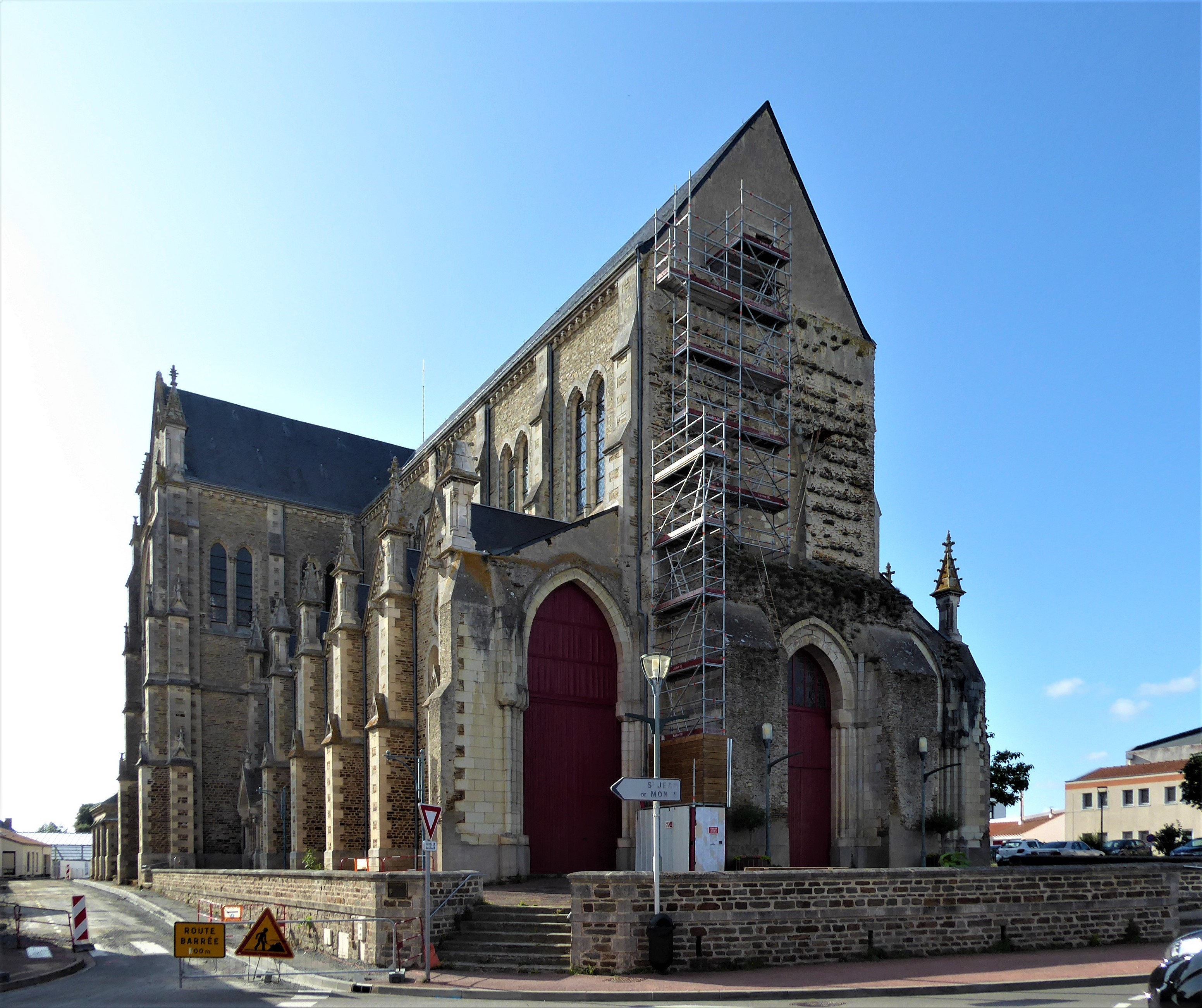
Церковь Успения Богородицы